# Podoscypha xanthopus-concinna
Podoscypha xanthopus-concinna är en svampart som först beskrevs av Lloyd, och fick sitt nu gällande namn av D.A. Reid 1975. Podoscypha xanthopus-concinna ingår i släktet Podoscypha och familjen Meruliaceae.   Inga underarter finns listade i Catalogue of Life.